# Brûlure foliaire du pacanier
La brûlure foliaire bactérienne du pacanier est une maladie bactérienne causée par Xylella fastidiosa subsp. multiplex, sous-espèce de Xylella fastidiosa, qui affecte principalement les pacaniers cultivés (Carya illinoinensis) aux États-Unis, mais aussi d'autres espèces d'arbres, tels que la vigne, le citronnier, le laurier-rose et le sycomore. Une étude réalisée en 1998 a permis d'associer cette bactérie phytopathogène à des symptômes de brûlure foliaire du pacanier connus de longue date et qui étaient jusqu'alors attribués exclusivement à des espèces de champignons, notamment des genres Pestalotia, Epicoccum, Curvularia et Fusarium. On a découvert par la suite que cette maladie était endémique dans le Sud-Est des États-Unis, ainsi qu'en Arizona, en Californie et au Nouveau-Mexique.